# 松浦啓一 (医師)
松浦 啓一（まつうら けいいち、1923年3月15日 - 2008年6月29日）は、愛媛県出身の医学者。専門は放射線医学。
1970年、入江英雄の後を受けて、九州大学臨床放射線科学分野の教授に就任した。1986年に九州大学を退官、佐賀医科大学の副学長に就任した。そして同年、佐賀医科大学には、国立大学で初めて総合診療部が設置された。その後、佐賀医科大学学長も務めた。1996年、勲二等旭日重光章を受章。
2008年6月29日、脳出血のため85歳で亡くなった。